# Cleonymus
Cleonymus är ett släkte av steklar som beskrevs av Pierre André Latreille 1809. Cleonymus ingår i familjen puppglanssteklar.

## Dottertaxa tillCleonymus, i alfabetisk ordning[1][2]
- Cleonymus agrili
- Cleonymus albomaculatus
- Cleonymus amabilis
- Cleonymus angustatus
- Cleonymus balcanicus
- Cleonymus brevis
- Cleonymus californicus
- Cleonymus canariensis
- Cleonymus ceratinae
- Cleonymus collaris
- Cleonymus dentatifemur
- Cleonymus grandiceps
- Cleonymus laticinctus
- Cleonymus laticornis
- Cleonymus longinervus
- Cleonymus magnificus
- Cleonymus magnus
- Cleonymus malaicus
- Cleonymus nigriclavus
- Cleonymus obscurus
- Cleonymus pentlandi
- Cleonymus pini
- Cleonymus regalis
- Cleonymus reticulatus
- Cleonymus rufiscapus
- Cleonymus ryukyuensis
- Cleonymus serrulatus
- Cleonymus silvifilia
- Cleonymus texanus
- Cleonymus togashii
- Cleonymus trifasciatipennis
- Cleonymus ulmi
- Cleonymus unfasciatipennis